# 衝鋒戰警
《衝鋒戰警》，是2013年的香港電影，羅守耀導演，任達華主演。內中有許多武打、柔道、動作鏡頭。

## 劇情
林國權（任達華飾），本來是一名刑事警察，為了照顧智障的兒子，放棄刑警工作，轉任衝鋒隊警車車長，負責指揮警車，並在中國深圳市居住，每日通勤上下班。上班時，兒子由保母連翠欣（牛萌萌飾）照顧，連翠欣為了工作，與男友周江漢（李璨琛飾）屢屢爭執。
國權上下班時，時常遇到離奇的刑案，在他的兒子病逝後，他選擇與他的同事：刑事警長駱華威（林雪飾）、部屬呂僑美（王子義飾）一起出生入死....

## 演員表
- 任達華 - 林國權
- 林雪 - 駱華威
- 王子义 - 吕侨美
- 李璨琛 - 周江漢
- 牛萌萌 - 連翠欣
- 邵美琪 - 許俊
- 李曼筠 - 花花
- 盧惠光 - 大金
- 陳靜儀 - 醉娃
- 鄭麗莎 - 女白領
- 徐佳琦 - 秀秀
- 稅　潔 - 安祖（Angel）
- 何浩文 - 何沖（督察）
- 符曉薇 - 錦（警員）
- 盧海鵬 - 安叔
- 張兆輝 - 黃夏
- 鄭麗莎 -

## 外部連結
- 香港影庫上《衝鋒戰警》的資料（繁體中文）
- 開眼電影網上《衝鋒戰警》的資料（繁體中文）
- 豆瓣电影上《衝鋒戰警》的資料 （简体中文）
- 时光网上《衝鋒戰警》的資料（简体中文）
- AllMovie上《衝鋒戰警》的资料（英文）
- 互联网电影数据库（IMDb）上《衝鋒戰警》的资料（英文）